# باب هویتسون
باب هویتسون (انگلیسی: Bob Hewitson; ۲۶ فوریهٔ ۱۸۸۴ – ۱۹۵۷ (۷۲−۷۳ سال)) بازیکن فوتبال اهل بریتانیا بود.
از باشگاه‌هایی که در آن بازی کرده‌است می‌توان به باشگاه فوتبال کریستال پالاس، باشگاه فوتبال دونکستر راورز، باشگاه فوتبال اولدهام اتلتیک، باشگاه فوتبال بارنزلی، و باشگاه فوتبال تاتنهام هاتسپر اشاره کرد.